# Vernîhorodok, Kozeatîn
Vernîhorodok (în ucraineană Вернигородок) este localitatea de reședință a comunei Vernîhorodok din raionul Kozeatîn, regiunea Vinnița, Ucraina.

## Demografie
Componența lingvistică a localității Vernîhorodok
     Ucraineană (98,83%)
     Rusă (1,04%)
     Alte limbi (0,13%)
Conform recensământului din 2001, majoritatea populației localității Vernîhorodok era vorbitoare de ucraineană (98,83%), existând în minoritate și vorbitori de rusă (1,04%).